# شیانگکیاو
شیانگکیاو (به لاتین: Xiangqiao District) یک سکونتگاه مسکونی در جمهوری خلق چین است که در چاوژو واقع شده‌است.

## خصوصیات
شیانگکیاو ۱۵۵٫۱۴ کیلومترمربع مساحت و ۳۴۳٬۵۰۰ نفر جمعیت دارد.